# Jan van Schijndel

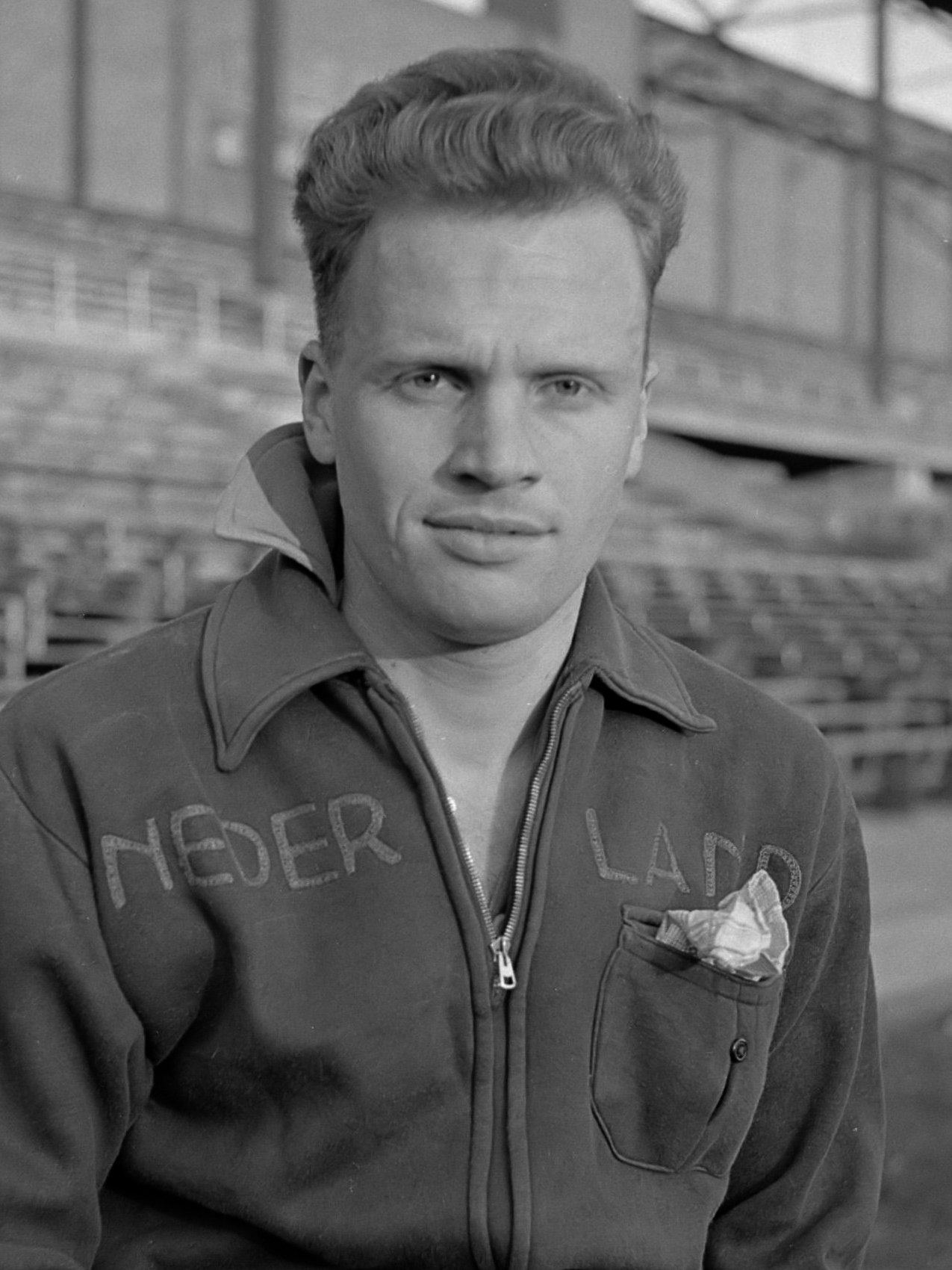
Jan van Schijndel (1951)

Jan van Schijndel (* 4. März 1927; † 28. Februar 2011) war ein niederländischer Fußballspieler.

## Werdegang
Van Schijndel spielte seine gesamte aktive Laufbahn, von 1945 bis 1960, bei der Schiedamse Voetbal Vereniging, in den letzten Jahren allerdings in der Amateurmannschaft. Mit der SVV wurde der Außenläufer 1949 Niederländischer Meister und gewann anschließend den Supercup.
Im Jahr der Meisterschaft der SVV wurde van Schijndel erstmals in den Kreis der Nationalmannschaft berufen. Sein Debüt in Oranje gab er am 13. März 1949 im Mittelfeld neben Ajax-Spieler Joop Stoffelen und hinter dem gouden binnentrio, dem goldenen Trio im Sturm der Niederländer: Abe Lenstra, Kees Rijvers und Faas Wilkes; das Spiel im Olympiastadion Amsterdam gegen Belgien endete 3:3. Mit der Nationalmannschaft nahm van Schijndel 1952 an den Olympischen Spielen teil, kam im einzigen Spiel in Turku bei der 1:5-Niederlage gegen Brasilien jedoch nicht zum Einsatz. Bis 1955 kam er auf 17 Länderspiele im Oranje-Trikot, in denen er ein Tor – das 4:0 bei einem 4:1-Sieg in Helsinki gegen Finnland im Juni 1949 – erzielte. In seinen letzten drei Länderspielen 1954 und 1955 fungierte er als Mannschaftskapitän. 1959 absolvierte er mit der Amateurnationalmannschaft ein weiteres Spiel in Oranje gegen Italien.